# Коринт (Мисисипи)
Коринт (енгл. Corinth) град је у америчкој савезној држави Мисисипи.

## Демографија
По попису из 2010. године број становника је 14.573, што је 519 (3,7%) становника више него 2000. године.
| Група             | 2000.          | 2010.          |
| Белци             | 10.616 (75,5%) | 10.163 (69,7%) |
| Афроамериканци    | 3.035 (21,6%)  | 3.386 (23,2%)  |
| Азијати           | 50 (0,4%)      | 74 (0,5%)      |
| Хиспаноамериканци | 243 (1,7%)     | 769 (5,3%)     |
| Укупно            | 14.054         | 14.573         |